# Peleo Bacci
Peleo Bacci, oder Pèleo, (geboren am 17. Mai 1869 in San Marcello Pistoiese; gestorben am 10. Februar 1950 in Siena) war ein italienischer Kunsthistoriker.

## Leben
Peleo Bacci studierte bis 1893 Jura an der Universität Siena. Er beschäftigte sich bereits während seiner Studienzeit mit Geschichte und Kunstgeschichte und veröffentlichte kleiner Aufsätze. 1897 nahm er gemeinsam mit Ricciotti Garibaldi (1847–1924), einem Sohn des Freiheitskämpfers Giuseppe Garibaldi, während des Türkisch-Griechischer Krieges an der Schlacht bei Domokos in Thessalien teil. Anschließend begleitete er den Politiker und Schriftsteller Ferdinando Martini (1841–1928) nach Eritrea, wo dieser von 1897 bis 1907 Gouverneur war. Bacci wurde zum Zivilkommissar ernannt und blieb dort bis 1903. Nach seiner Rückkehr nach Italien widmete er sich der Kunst- und Stadtgeschichte der Toskana. Am 1. Juli 1907 übernahm er eine Stelle beim Ministeriums für öffentliche Bildung und war für die Verwaltung der Denkmälern, Galerien und archäologischen Ausgrabungen zuständig. Zunächst arbeitete er als Inspektor der Galerien in Florenz wechselte 1910 nach Pisa und schließlich von 1923 bis zu seinem Ruhestand 1941 als Soprintendente ai monumenti, gallerie e scavi archeologici nach Siena. In dieser Funktion leitete er die Restaurierung der Kathedrale von Pienza und der Abtei von San Galgano. Er war an der komplexen Rekonstruktion der Kanzel von Giovanni Pisano im Dom von Pisa beteiligt. Er war Mitglied der Accademia degli Intronati in Siena und leitete lange Zeit deren Kunstabteilung.

## Veröffentlichungen (Auswahl)
- Dante e Vanni Fucci secondo una tradizione ignota. Tip. Edit. del „Popolo Pistoiese“, Pistoia 1892 (archive.org).
- Flatus Vocis. Torquato Cacialli, Pistoia 1894 (archive.org – Mit einem Vorwort von Giovanni Marradi).
- Documenti toscani per la storia dell’arte. 2 Bände, Gonnelli, Florenz 1910/1912.
- La ricostruzione del pergamo di Giovanni Pisano nel duomo di Pisa. Bestetti et Tumminelli, Mailand / Rom 1926.
- Jacopo della Quercia. Nuovi documenti e commenti. Libreria Ed. Senese, Siena, 1929.
- Francesco di Valdambrino emulo del Ghiberti e collaboratore di Jacopo della Quercia (= Collezione di monografie d’arte senese. 4). Florenz 1936.
- Dipinti inediti e sconosciuti di Pietro Lorenzetti, Bernardo Daddi etc. in Siena e nel contado con documenti critici e 70 illustrazioni. Siena 1939.
- Documenti e commenti per la storia dell’arte con numerose illustrazioni. Le Monnier, Florenz 1944.